# Fibrinolisi
La fibrinolisi è un processo atto a controbilanciare il sistema della coagulazione del sangue, con la quale si trova in equilibrio dinamico.
Le funzioni della fibrinolisi sono essenzialmente:
1. degradare i complessi solubili di fibrina;
2. limitare la formazione del tappo emostatico nelle sedi di danno vascolare;
3. rimuovere la fibrina al termine dei processi riparativi.

## Processo
I meccanismi attraverso i quali il sistema della fibrinolisi si esplica sono i seguenti:
1. Meccanismo cellulare: i globuli bianchi presenti nei pressi del coagulo liberano sostanze enzimatiche atte a dissolvere il coagulo;
2. Meccanismo plasmatico: tappa fondamentale di questo meccanismo è la trasformazione del plasminogeno in plasmina.

La plasmina è l'enzima proteolitico che dà luogo alla formazione di prodotti di degradazione del fibrinogeno e della fibrina (FDP) tra cui molto importante è il d-dimero, routinariamente dosato nelle analisi della coagulazione: la reazione catalizzata da questo enzima è appunto la trasformazione della fibrina insolubile, propria del coagulo, in prodotti di degradazione della fibrina (frammenti X, Y, D, E).
Nelle patologie dove si assiste a uno stato emorragico legato a un'attivazione scoordinata e massiccia del sistema della fibrinolisi (coagulazione intravasale disseminata, o CID) è fondamentale il dosaggio nel sangue del FDP, che risulteranno congruamente aumentati (più fibrinolisi porta a più degradazione di fibrina e conseguentemente a più prodotti di degradazione di fibrinogeno e fibrina).
Concorrono ad arricchire il quadro fisiologico del meccanismo plasmatico sostanze favorenti la fibrinolisi e fattori inibitori della fibrinolisi.
Gli attivatori del plasminogeno favoriscono la fibrinolisi e, quindi, hanno effetto anti-coagulativo. Possono avere origine intrinseca, esogena ed estrinseca.
Attivazione intrinseca: avviene per opera di precursori inattivi circolanti, a loro volta attivati in presenza di chininogeno ad alto peso molecolare, fattore XII e precallicreina.
Via esogena: mediata dall'urochinasi (UK, una serin proteasi contenuta nelle urine normali) e dalla streptokinasi (SK, un peptide isolato dallo streptococco beta-emolitico gruppo C).
Attivazione estrinseca: È la più importante ed è mediata dal principale attivatore endogeno del plasminogeno l'attivatore tissutale t-PA (tissue Plasminogen Activator), sintetizzato dalle cellule endoteliali che lo riversano continuamente in circolo, ove si trova libero o complessato con gli inibitori.
Il t-Pa:
- ha un'affinità elevata per la fibrina;
- risulta essere un efficiente attivatore del plasminogeno solo a livello della fibrina;
- ha una concentrazione plasmatica piuttosto bassa che aumenta dopo stasi venosa, esercizio fisico, ipossia tissutale, somministrazione di farmaci vasoattivi (Vasopressina, e derivati sintetici).

## Inibitori della fibrinolisi
Per quanto riguarda gli inibitori della fibrinolisi si annoverano diversi meccanismi che spostano l'equilibrio a favore della coagulazione. Il primo gruppo comprende gli inibitori dell'attivatore tissutale del plasminogeno t-Pa. Ne esistono di tre tipi:
- PAI-1;
- PAI-2 (aumenta in gravidanza, condizione associata spesso a un maggior rischio trombotico);
- PAI-3.

Secondo gruppo di inibitori: antiproteasi plasmatiche interferenti con l'azione proteolitica della plasmina:
- alfa2-antiplasmina: glicoproteina a sintesi epatica, lega la plasmina in rapporto 1:1. La reazione è notevolmente rallentata se la plasmina è legata alla fibrina. In presenza di ioni calcio e fattore XIII della coagulazione questa proteina può absorbirsi alla fibrina, regolando la lisi del coagulo.
- altre: alfa2-macroglobulina, alfa1-antitripsina, l'inattivatore del C1, l'ATIII (antitrombina). L'alfa2-macroglobulina presenta un meccanismo particolare: "intrappola" la plasmina nella propria molecola.

Da tali interazioni ne deriva una fibrinolisi estremamente efficace in quanto diretta preferenzialmente sulle formazioni trombotiche potenzialmente nocive e normalmente mai accessoria: in carenza di fibrina la plasmina non è legata a questa e quindi può essere subito inattivata dall'alfa2-antiplasmina.
Se è presente fibrina, invece, il plasminogeno lega il trombo e la plasmina esplica la sua azione fibrinolitica.
La fibrina gioca, quindi, un importante effetto mediatore e non rappresenta solo un substrato passivo.